# Habenaria singapurensis
Habenaria singapurensis är en orkidéart som beskrevs av Henry Nicholas Ridley. Habenaria singapurensis ingår i släktet Habenaria, och familjen orkidéer. Inga underarter finns listade i Catalogue of Life.